# Horchheimer Eisenbahnbrücke
Die Horchheimer Eisenbahnbrücke in Koblenz ist eine Brücke über den Rhein zwischen den Stadtteilen Oberwerth und Horchheim. Sie verbindet die linke mit der rechten Rheinstrecke. Im Streckennummernsystem der Deutschen Bahn ist sie Teil der Bahnstrecke Wetzlar–Koblenz (Streckennummer 3710). Der erste Brückenbau mit zwei Tortürmen wurde 1879 in Betrieb genommen. Die heutige Eisenbahnbrücke entstand 1961, nach der Kriegszerstörung.

## Geschichte

### Errichtung

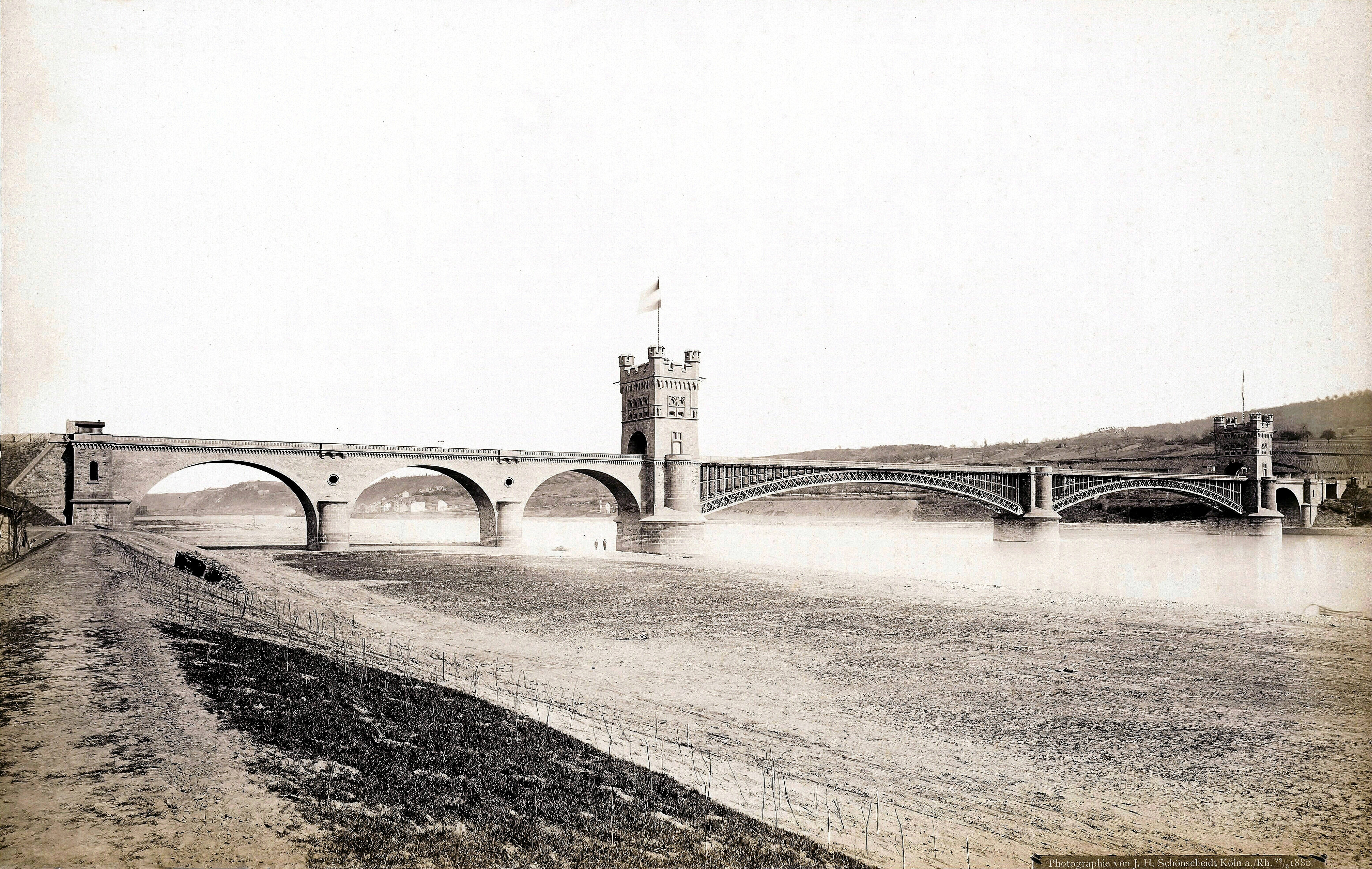
Die Horchheimer Eisenbahnbrücke nach Fertigstellung 1880

Die Horchheimer Eisenbahnbrücke über den Rhein und die fast gleichzeitig errichtete Gülser Eisenbahnbrücke über die Mosel dienten der Verbindung zwischen Moselstrecke und Kanonenbahn (Berlin-Metz). Mit dem Bau der Eisenbahnbrücke wurde 1876 im Auftrag der Preußischen Staatsbahn begonnen. Schwierigkeiten bereiteten die Anschlüsse auf beiden Uferseiten, vor allem auf der Koblenzer Seite. Hier mussten nicht nur die linksrheinische Eisenbahnstrecke und die Landstraße überquert werden, sondern auch die Rheinlache (Rheinarm), die abgeschnürt wurde, und die Insel Oberwerth, auf der ein hoher Bahndamm aufgeschüttet wurde. Brücke und Damm wurden durch vier gewölbte steinerne Landbogen, je 25 Meter lang, miteinander verbunden. Auf der Horchheimer Seite wurde ein Landbogen von gleicher Länge errichtet.
Die beiden Stromöffnungen wurden ursprünglich durch zwei je 106,6 m lange Schweißeisen-Fachwerkbogenbinder mit aufgeständerter Fahrbahn überspannt, die von der Gutehoffnungshütte in Oberhausen nach dem technischen Entwurf der Ingenieure Hilff, Altenloh und Sarrazin ausgeführt wurden. Die Bauleitung hatte Gisbert Gillhausen. Am Übergang der Stromöffnungen zu den Vorbrücken erhob sich jeweils ein Torturm aus rotem Sandstein. Im Herbst 1878 wurde die Brücke fertiggestellt. Der fahrplanmäßige Eisenbahnverkehr über die Brücke wurde am 15. Mai 1879 aufgenommen. Die Baukosten betrugen, ohne Dammbauten und Arbeiten zur Flussregulierung, rund 2,2 Millionen Mark (19.825.204 Euro). Die 2,3 km flussabwärts gelegene und 1864 fertiggestellte Pfaffendorfer Brücke wurde damit kaum noch durch die Eisenbahn genutzt und spielte für den überregionalen Eisenbahnverkehr nur noch eine untergeordnete Rolle.

### Weiterer Ausbau
Wie bei der ersten Pfaffendorfer Brücke war es auch bei der Horchheimer Eisenbahnbrücke anfangs möglich, sie in Verkehrspausen für den Fußgängerverkehr freizugeben. Nachdem eine Frequenz von 130 fahrplanmäßigen Zügen erreicht wurde, war 1901/1902 ein Umbau und eine Verstärkung der Brücke notwendig geworden. In dieser Zeit brachte die Bahnverwaltung an beiden Seiten Fußgängerstege an. Um nach Wegfall der Pfaffendorfer Brücke auch von der nördlichen rechten Rheinstrecke auf die Horchheimer Brücke zu gelangen, wurde am 1. Oktober 1902 eine Verbindungsstrecke mit dem 575,5 Meter langen Horchheimer Tunnel in Betrieb genommen. Eine weitere Verstärkung der Konstruktion folgte 1933/1934 durch Einbau eines fünften Hauptträgers und Ertüchtigung der Gründung.

### Kriegszerstörung und Neubau
Die Horchheimer Eisenbahnbrücke wurde zum Ende des Zweiten Weltkriegs von Einheiten der Wehrmacht auf dem Rückzug fast völlig zerstört. Nach Errichtung einer provisorischen hohen Parallelfachwerkbrücke konnte sie am 16. Juni 1947 wieder eingleisig befahren werden. Im Jahre 1961 erhielt die Brücke ihre heutige Gestalt. Eine neben dem Provisorium montierte moderne Balkenbrücke wurde auf die alten Brückenpfeiler verschoben. Von 1969 bis 1975 entstand südlich der Horchheimer Eisenbahnbrücke, 36 Meter entfernt, die Südbrücke.

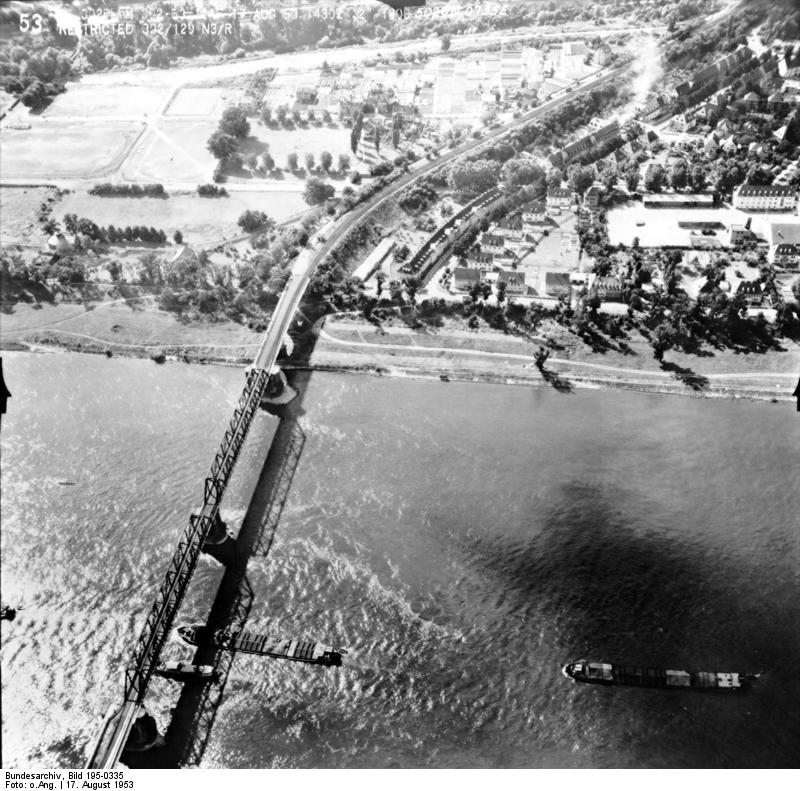
Die provisorisch wiederhergestellte Horchheimer Eisenbahnbrücke 1953
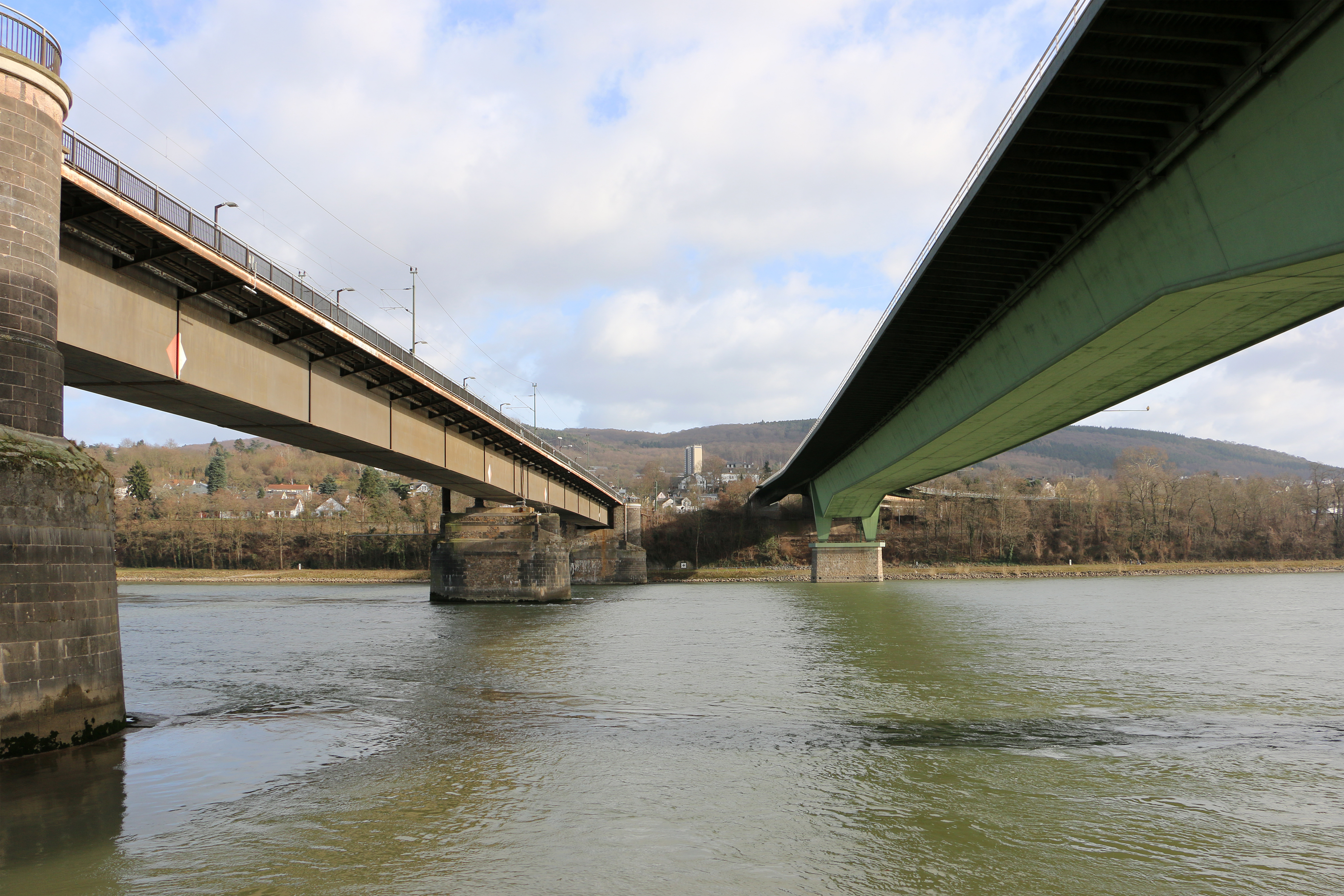
Die Horchheimer Eisenbahnbrücke und die Südbrücke

### Brückenschäden
Seit vielen Jahren ist der flussabwärts gelegene Fußgängersteg gesperrt, da er irreparabel beschädigt ist. Ab 2004 wurde auch der flussaufwärts gelegene Fußgängersteg wegen Baufälligkeit gesperrt. Nach der Sanierung des Teiles am linksrheinischen Brückenkopf konnte dieser am 16. Mai 2007 wieder freigegeben werden. Ende Januar 2009 musste der Fuß- und Radweg des rechtsrheinischen Brückenkopfes auf der Horchheimer Seite wegen gravierender Betonschäden gesperrt werden. Am 29. Juni 2009 wurde die Brücke wieder für den Fuß- und Fahrradverkehr freigegeben, nachdem die Stabilität des Weges durch eine zusätzliche Stahlkonstruktion am rechtsrheinischen Brückenkopf gewährleistet werden konnte.
Mittelfristig muss in den nächsten Jahren der flussaufwärts gelegene Fußgängersteg über die gesamte Länge auf 2,50 Meter verbreitert werden, damit er als Fahrradweg anerkannt wird. Dies ist wichtig, da bereits Geld vom Land Rheinland-Pfalz für den Radwegebau geflossen ist, das sonst zurückgezahlt werden müsste. Ein Ausbau ist für 2023 geplant.

## Bauwerk

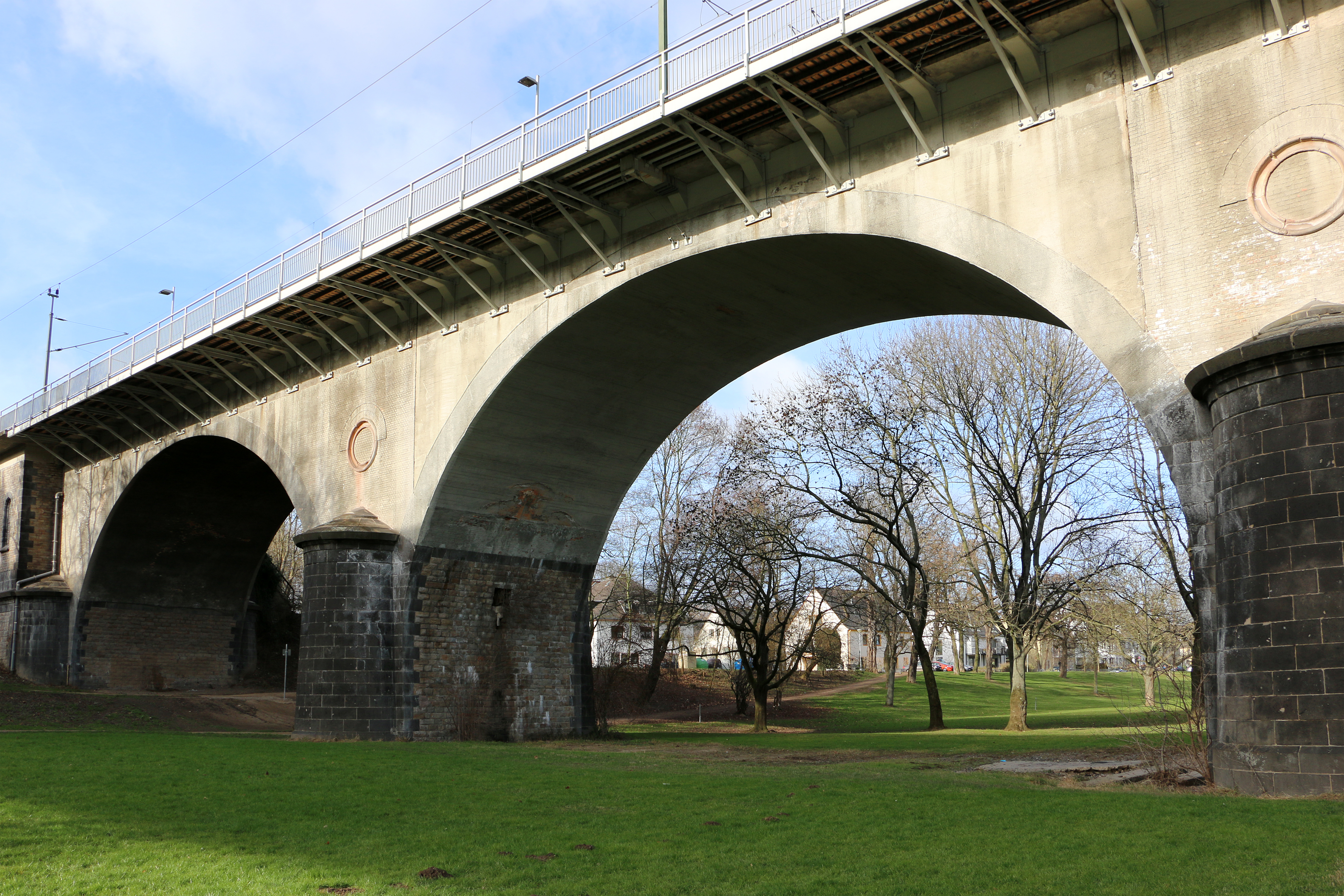
Die Vorlandbrücke auf der Oberwerther Seite

Die heutige Horchheimer Eisenbahnbrücke besteht aus drei massiven Brückenbögen linksrheinisch, zwei großen Öffnungen über dem Strom, die von einer Balkenkonstruktion überspannt werden, einem weiteren massiven Brückenbogen von 25 m Länge rechtsrheinisch und einer daran anschließenden kurzen Brücke über die rechte Rheinstrecke. Die Balkenkonstruktion ist ein stählerner Vollwand-Kastenträger mit dem Zweifeldträger als statischem System in Längsrichtung, bei einer Gesamtlänge der Stromüberbauten von 226,2 m. Die ursprünglichen beiden äußeren Strompfeiler sind bis zur Fahrbahnhöhe erhalten, der mittlere Pfeiler nur bis kurz über Sockelhöhe. Die Vorköpfe der Pfeiler sind mit Mendiger Basaltlava verblendet. Die linksrheinischen Landbogen (Oberwerther Seite) sind mit Wormser Ziegeln verblendet, die Pfeiler selbst und die Reste der Bogenlaibung sind mit gebuckelten Sandsteinquadern verkleidet. Die Brücke mit einer Gesamtlänge von 312 m hat am Mittelpfeiler eine Breite von 12,4 m und eine Konstruktionshöhe von 5,5 m.

## Denkmalschutz
Die beiden Vorlandbrücken der Horchheimer Eisenbahnbrücke sind ein geschütztes Kulturdenkmal nach dem Denkmalschutzgesetz (DSchG) und in der Denkmalliste des Landes Rheinland-Pfalz eingetragen. Sie liegen in Horchheim und auf dem Oberwerth.
Seit 2002 ist die Horchheimer Eisenbahnbrücke Teil des UNESCO-Welterbes Oberes Mittelrheintal.